# Flammenbaum

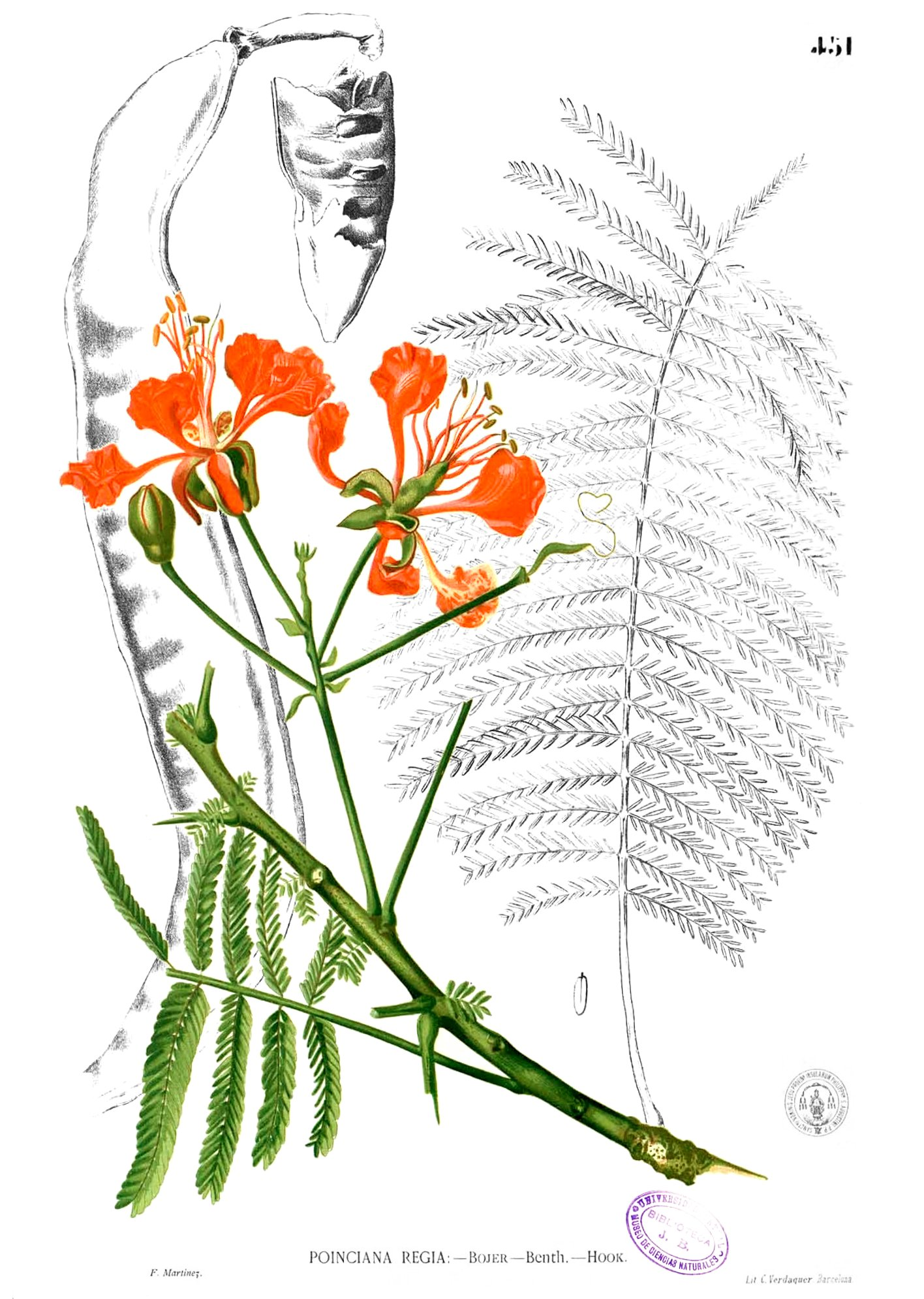
Illustration aus Blanco, Flora de Filipinas

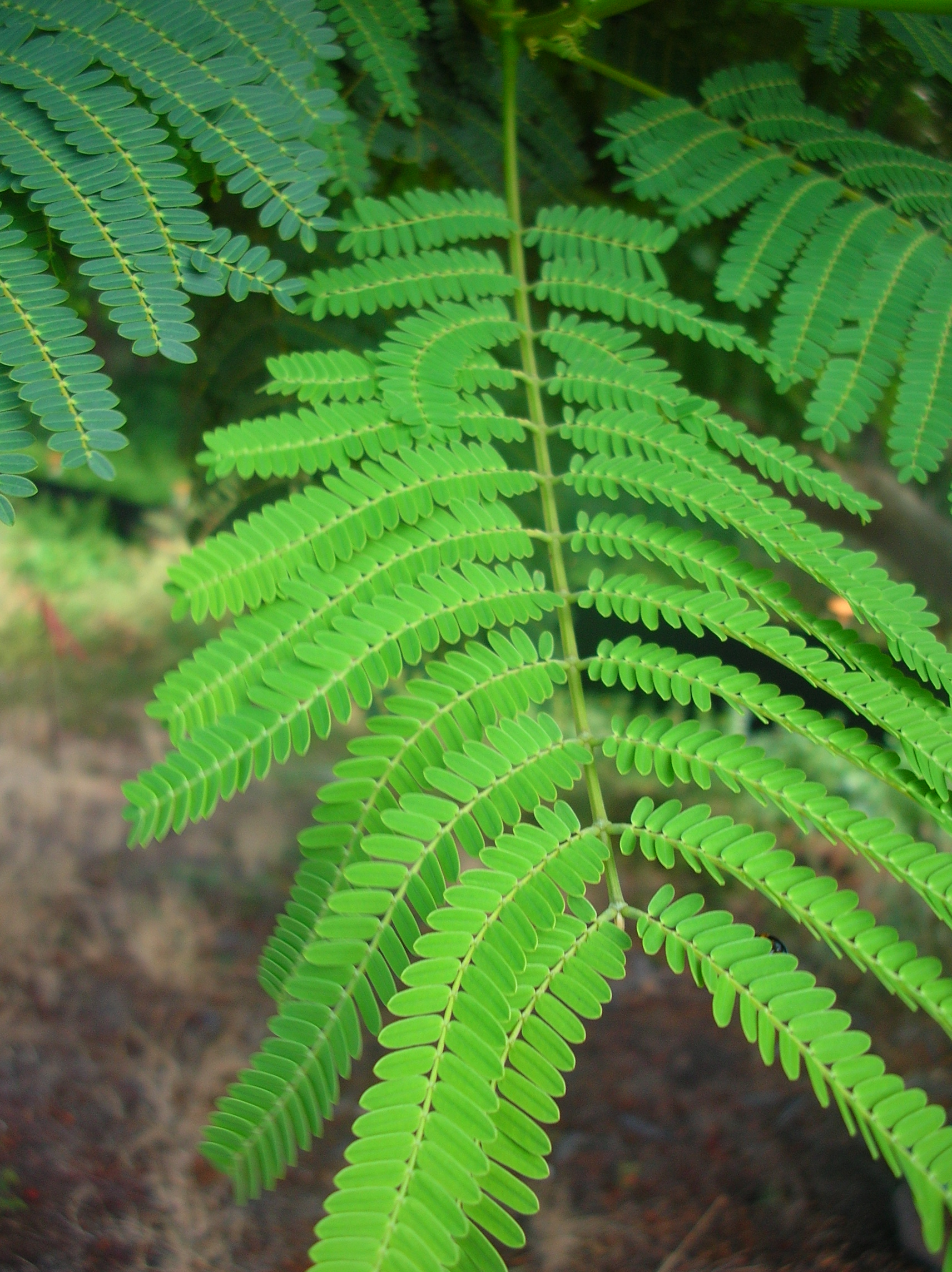
Gestieltes, doppelt paarig gefiedertes Laubblatt

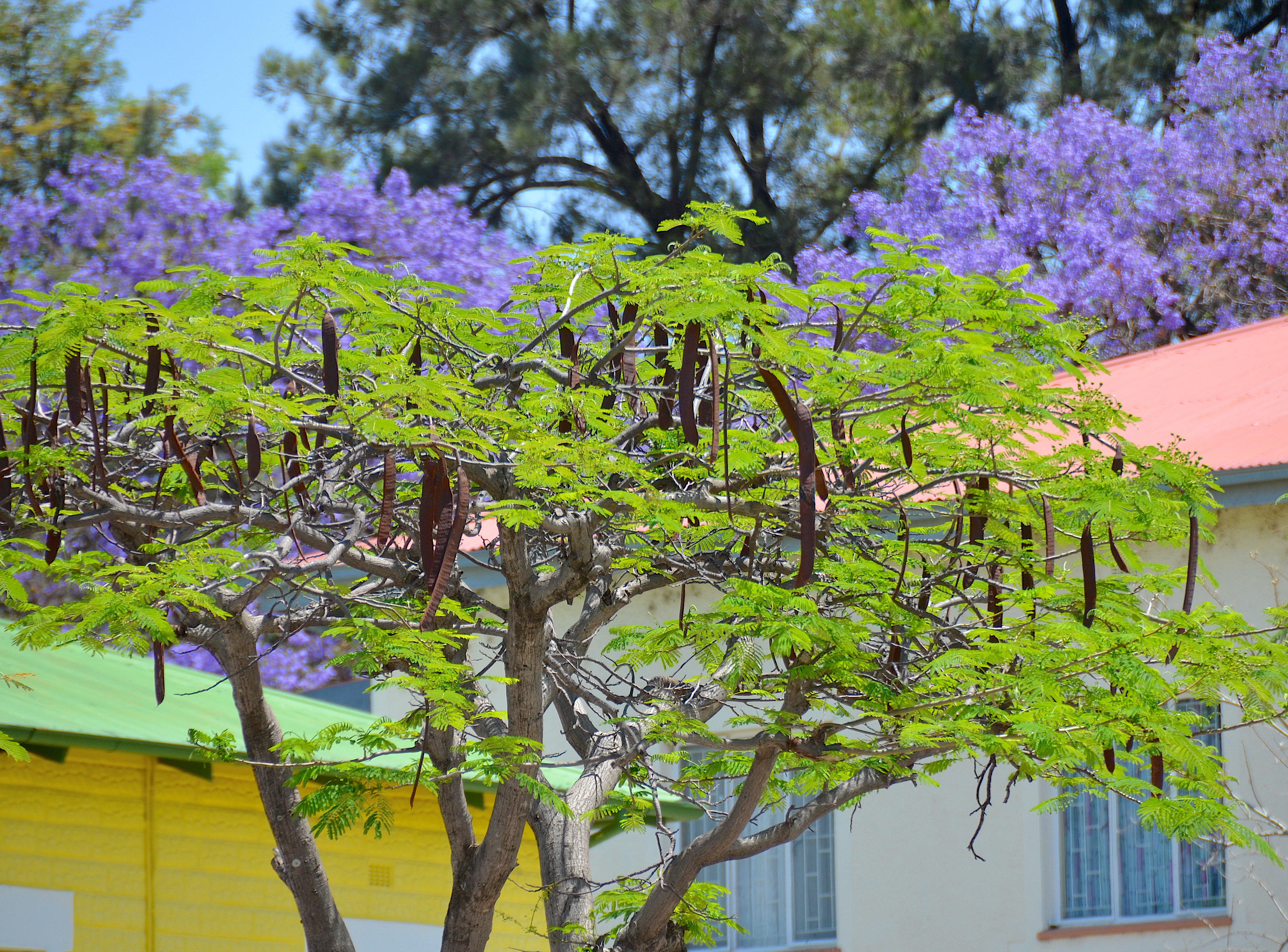
Flammenbaum mit ausgereiften Hülsenfrüchten in Namibia

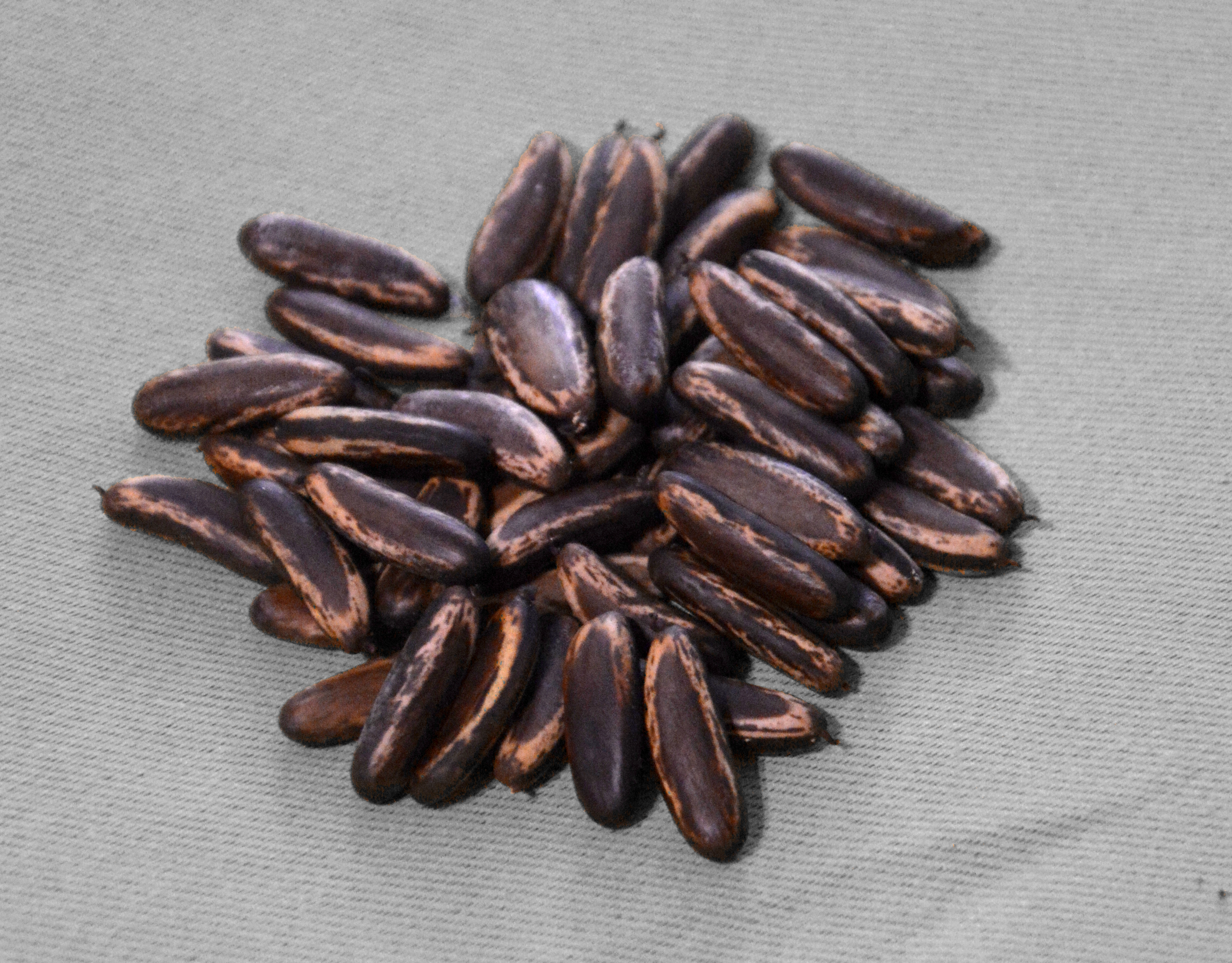
Samen

Der Flammenbaum (Delonix regia) ist eine Pflanzenart aus der Unterfamilie Johannisbrotgewächse (Caesalpinioideae) innerhalb der Familie der Hülsenfrüchtler (Fabaceae). Er wird auch Flamboyant genannt, ebenso viele andere Arten der Johannisbrotgewächse. Seine ursprüngliche Heimat ist Madagaskar. Er wird in den Tropen und Subtropen als Zierpflanze verwendet.

## Beschreibung und Ökologie

### Erscheinungsbild, Rinde und Blatt
Der Flammenbaum wächst als Baum mit ausladender Krone, der Wuchshöhen von 12 bis 17, selten bis zu 20 Meter erreicht. Er ist in kühleren, subtropischen Gebieten sommergrün und in tropischen Bereichen weitgehend immergrün; er ist nicht frosthart. Die gräulich-braune Borke ist anfangs relativ glatt, später rau. Es wird eine mit Durchmessern von 6 bis 20 Meter weitausgebreitete, halbkugelförmige Baumkrone gebildet. Es werden zahlreiche ausladende Äste gebildet. Die Rinde der Zweige ist schwach flaumig behaart und besitzt deutlich sichtbare Lentizellen.
Die wechselständig an den Zweigen angeordneten Laubblätter sind in Blattstiel sowie -spreite gegliedert und 15 bis 60 Zentimeter lang. Der kahle bis flaumig behaarte Blattstiel ist 2 bis 4 oder 7 bis 12 Zentimeter lang, gefurcht und an seiner Basis verdickt. Die doppelt paarig gefiederte Blattspreite besteht aus 7 bis 20 Paaren 2 bis 10 Zentimeter langer Fiedern 1. Ordnung, mit jeweils 10 bis 30 Paaren Fiederblättchen. Die kurz gestielten Fiederblättchen sind bei einer Länge von 5 bis 10 mm sowie einer Breite von 2 bis 4 mm elliptisch bis länglich mit schiefem unterem Ende und stumpfem oberem Ende. Die Blättchen sind anfangs flaumig behaart, besonders an den glatten Rändern und am deutlich erkennbaren Mittelnerv. Die Unterseite der Blättchen ist heller als die Oberseite. Die Nebenblätter sind im unteren Bereich deutlich fiederteilig und im oberen Bereich borstenförmig.

### Blütenstand und Blüte
Die Blütezeit liegt in Pakistan in den Sommermonaten; in China reicht die Blütezeit von Juni bis Juli; in Australien liegt die Hauptblütezeit zwischen Ende November und Februar mit einer Spitze im Dezember und einer Nachblüte bis Mai. In einem end- oder seitenständigen, traubigen Blütenstand stehen mehrere Blüten locker zusammen. Die kleinen Tragblätter fallen früh ab. Der Blütenstiel ist 4 bis 10 Zentimeter lang.
Die großen, zwittrigen Blüten sind zygomorph und fünfzählig mit doppelter Blütenhülle. Der Blütenboden ist diskusförmig bis kurz kreiselförmig. Die fünf fleischigen Kelchblätter sind bei einer Länge von 2 bis 2,5 Zentimeter lang verkehrt-eiförmig und innen blutrot und an den Rändern grünlich-gelb. Die Blütenkrone besitzt einen Durchmesser von 7 bis 10 Zentimeter. Die fünf mehr oder weniger ungleichen, etwa 2 mm lang schlank genagelten, freien Kronblätter sind bei einer Länge von 5 bis 7 Zentimeter und einer Breite von 3,7 bis 4 Zentimeter spatelförmig und während der Anthese zurückgebogen. Vier der Kronblätter sind leuchtend rot. Ein Kronblatt („die Fahne“) ist mit einer Breite von etwa 5 Zentimeter etwas größer und weiß oder gelb mit rot gezeichnet. Die zehn ungleichen, freien Staubblätter sind 3 bis 7 Zentimeter lang und damit höchstens so lang wie die Kronblätter. Die dicken, scharlachroten Staubfäden sind im unteren Bereich wollig behaart und nach oben gekrümmt. Die roten Staubbeutel sind etwa 5 mm lang. Das einzelne Fruchtblatt ist etwa 1,3 cm lang und enthält viele Samenanlagen. Der schlanke Griffel endet in einer kleinen Narbe.
Die Bestäubung erfolgt durch Vögel (Ornithophilie).

### Frucht und Samen
Die mit einer Länge von 30 bis 60 Zentimeter sowie einer Breite von 3 bis 5 Zentimeter relativ großen, abgeflachten, relativ dicken, leicht gekrümmten Hülsenfrüchte verholzen, besitzen am oberen Ende den haltbaren Griffel und enthalten jeweils 20 bis 40 Samen. Die anfangs grünen Hülsenfrüchte verfärben sich beim Reifen erst rötlich braun und dann schwärzlich-braun. Die gelblichen und braun gefleckten, glatt und harten Samen sind bei einer Länge von etwa 15 mm und einer Breite von etwa 7 mm länglich-elliptisch im Umriss. Die Früchte reifen in China zwischen August und Oktober.
Die Samen keimen oft nahe der Elternexemplare und so bilden sich oft dichte Bestände, dies wird manchmal durch Allelopathie begünstigt. Die Hülsenfrüchte können bei Hochwasser ausgebreitet werden.

### Chromosomenzahl
Die Chromosomenzahl beträgt 2n = 28.

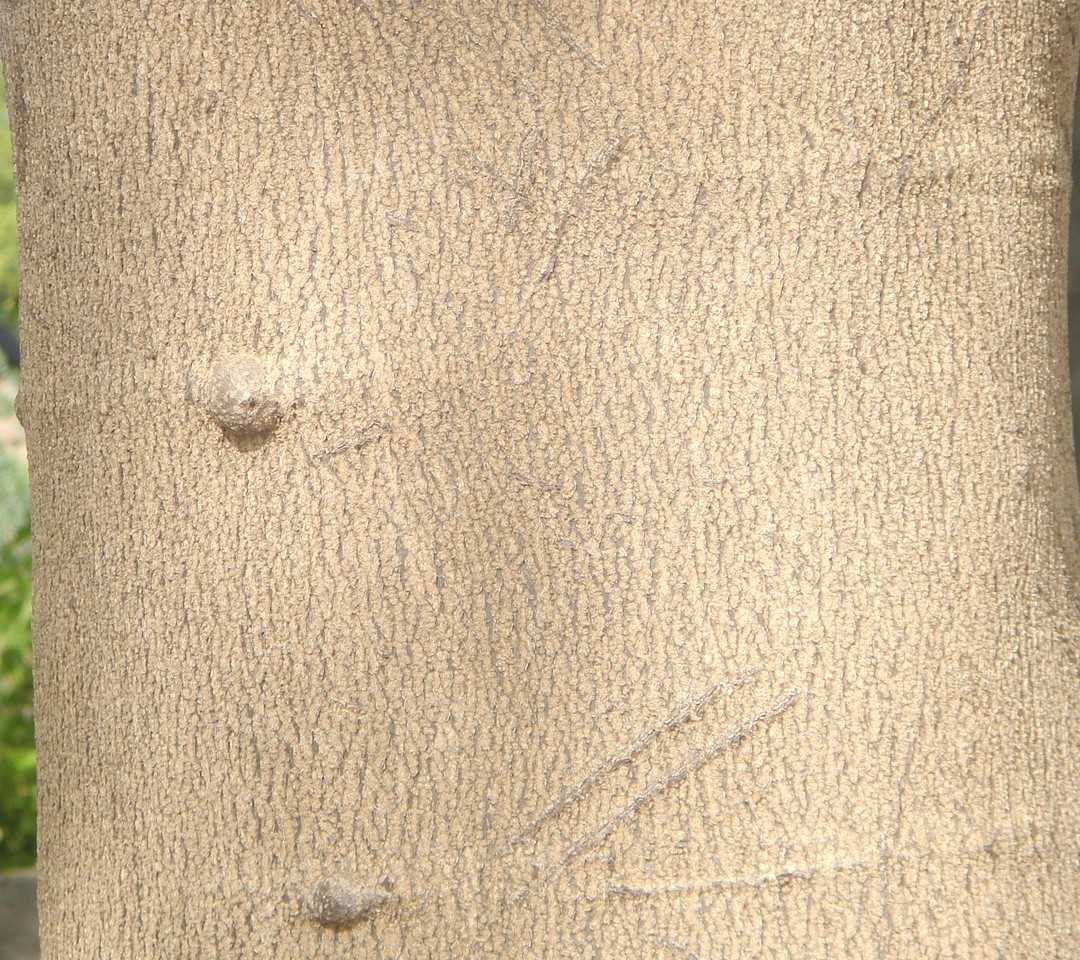
Borke
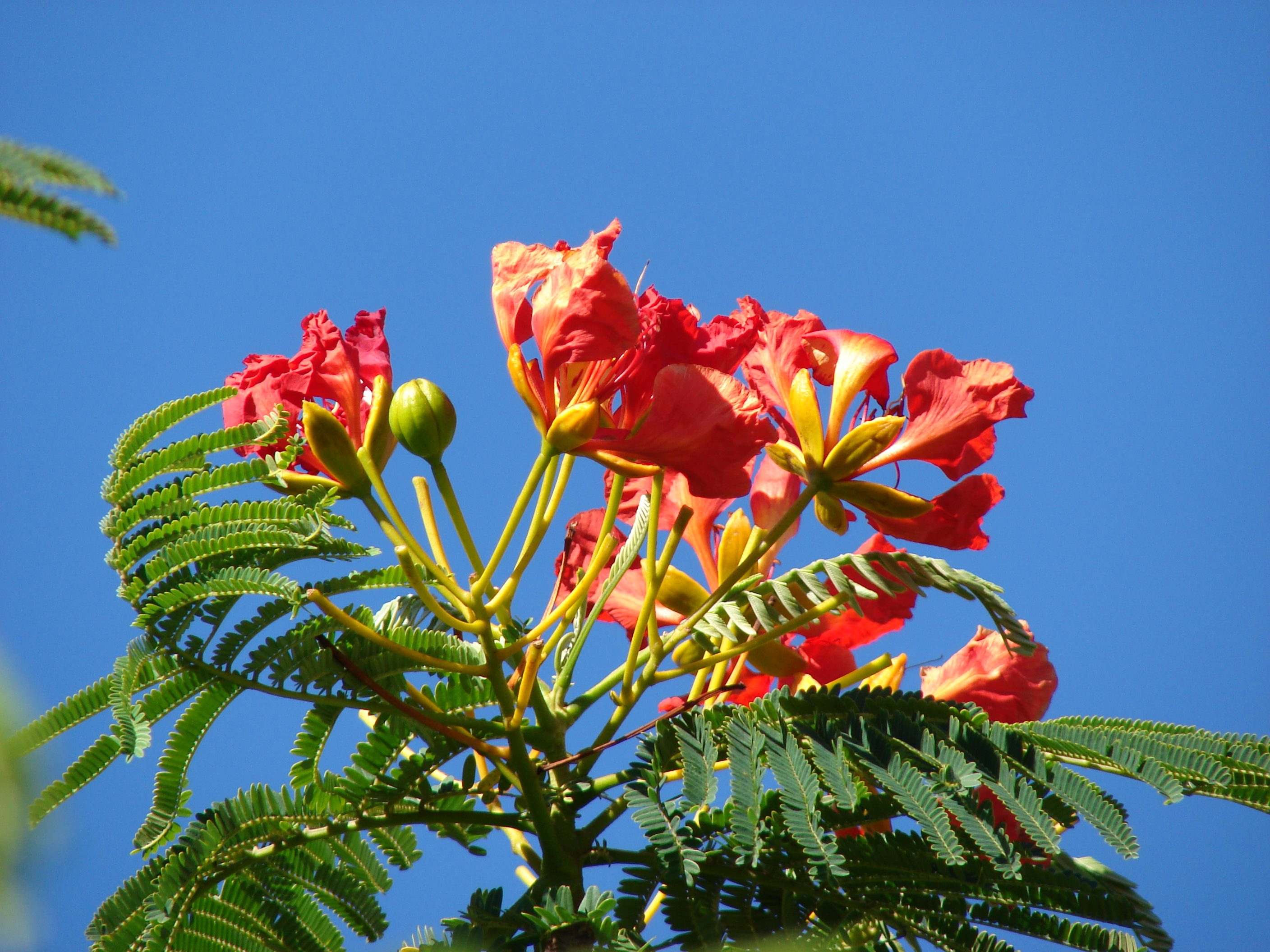
Gefiederte Laubblätter und Blütenstand
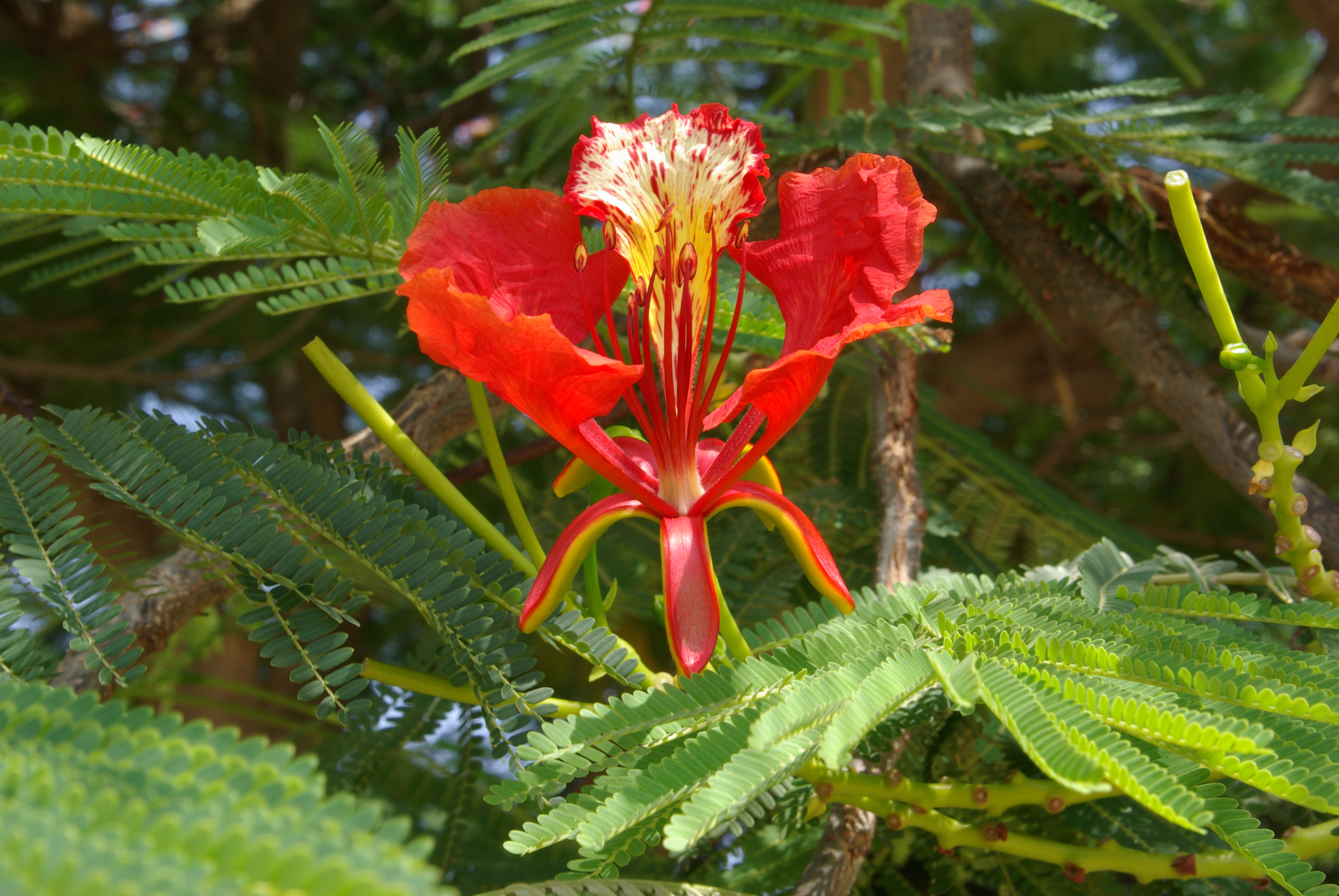
Blüte mit nach unten gebogenen Kelchblättern und vier roten Kronblättern sowie einem gelb-roten oberen Kronblatt
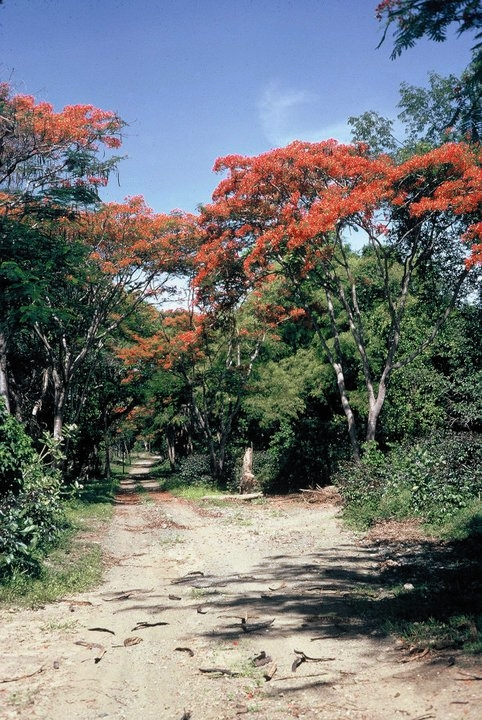
Flammenbäume in Osttimor

## Vorkommen, Gefährdung und invasive Pflanze
Die natürliche Heimat von Delonix regia liegt nur im westlichen und nördlichen Madagaskar. Sie kommt nur in den Provinzen Antsiranana und Mahajanga vor. Sie gedeiht in Wäldern in subhumiden bis trockenen Klimaten.
In der Roten Liste gefährdeter Pflanzenarten der IUCN wurde Delonix regia 1997 noch als „vulnerable“ = „gefährdet“ bewertet, aber 2011 als nicht gefährdet eingestuft. Die wichtigsten natürlichen Teilpopulationen befinden sich rund um Antsiranana in Gebieten, die durch Holzkohleproduktion gefährdet sind.
Die dichten weitausladenden Baumkronen führen zur Verdrängung autochthoner Arten. Einige Berichte zu Delonix regia als invasive Pflanze: Auf den Galápagos-Inseln gibt es Bestände im trockenen Tiefland und feuchten Hochland. Auf Hawaii ist Delonix regia vereinzelt verwildert in niedrigen Höhenlagen, besonders an gestörten Standorten mindestens auf der Insel Molokai. Auf Fidschi ist Delonix regia selten verwildert in Höhenlagen zwischen etwa 0 und 500 Meter. In Neukaledonien ist sie verwildert; auf den Weihnachtsinseln bildet sie Reinbestände um Elternexemplare herum, besonders an gestörten Resten von Regenwäldern und an Straßenrändern, und ist sehr konkurrenzstark gegenüber der dort heimischen Vegetation. Im australischen Northern Territory ist es eine invasive Pflanze in den Küsten-Monsun-Dickichten, die von Zyklonen beschädigt wurden. In tropischen Gebieten Australiens ist Delonix regia an manchen Wasserläufen verwildert. Es werden sandige, lehmige, tonige, saure bis basische Böden toleriert.
Der Flammenbaum ist auch in der Wilhelma in Stuttgart vertreten.

## Taxonomie
Diese Art wurde nahe Foulpointe in Madagaskar durch Wenceslas Bojer entdeckt. Die Erstbeschreibung erfolgte 1829 unter dem Namen (Basionym) Poinciana regia Bojer ex Hook. in William Jackson Hooker: Botanical Magazine, Volume 56, Tafel 2884. Mit dieser Art als Typusart Delonix regia (Bojer ex Hook.) Raf. wurde 1836 die Gattung Delonix Raf. durch Constantine Samuel Rafinesque-Schmaltz in Flora Telluriana, Band 2, S. 92 aufgestellt. Weitere Synonyme für Delonix regia (Bojer ex Hook.) Raf. sind: Delonix regia var. flavida Stehlé, Delonix regia var. genuina Stehlé und Caesalpinia regia (Bojer ex Hook.) D.Dietr.

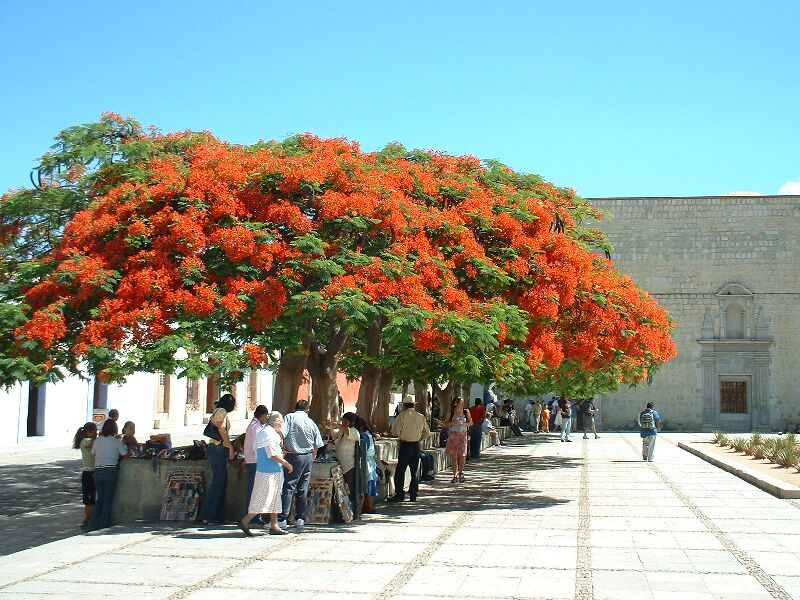
Flammenbaum (Delonix regia) als Alleebaum und Schattenbaum

## Nutzung
Der schnellwachsende Flammenbaum wird in den gesamten Tropen und Subtropen als Ziergehölz in Gärten, Parks und in Alleen genutzt. Es ist ein guter Schattenbaum. Es gibt einige Sorten, beispielsweise mit anderen Blütenfarben. Die Vermehrung erfolgt über Samen (nicht sortenecht) oder Stecklinge. Sämlinge benötigen bis zur Blühreife 10 Jahre oder länger. Sehr häufig beschädigen die stark wachsenden Wurzeln Beläge von Wegen und Straßen. Der Flammenbaum gedeiht in den USDA-Klimazonen 10 bis 12, er ist nicht frosthart und verträgt keine Lufttemperaturen unter etwa 7 °C. Ein sonniger und vor starken Winden geschützter Standort ist empfehlenswert.
Pflanzenteile des Flammenbaumes wurden in der Volksheilkunde gegen Blutarmut, Fieber und Malaria eingesetzt.
Das Holz ist leicht, weich und elastisch, mit spezieller Maserung. Es wird handwerklich verwendet.

## Trivialnamen in anderen Sprachen
Durch die weite Verbreitung als Zierpflanzen gibt es viele Trivialnamen in anderen Sprachen:
- Karolinische Sprache: fáyárbaw, nfayarbaw
- Chamorro: arbol del fuego, arbol del fuego, atbot, atbot, atbut
- Hochchinesisch: feng huang mu
- Chuukesische Sprache: meei flower
- Englisch: falsa acacia, flambouyant, flamboyant, flame of the forest, flame tree, peacock flower, poinciana, red tree, royal poinciana
- Fidschi: sekoula
- Französische Sprache: flamboyant, pacayer
- Hawaiische Sprache: ‘ohai ‘ula
- Kiribatische Sprache: te tau, te tua
- Japanische Sprache: howoboku
- Māori (Cook-Inseln): marumaru, pātai, pū pī, puka kai, rākau tāmarumaru
- Nauruische Sprache: bin
- Niueanische Sprache: pinē
- Palauische Sprache: nangiosákura, nangyo
- Pohnpeanische Sprache: pilampwoia weitahta
- Samoanische Sprache: elefane
- Spanische Sprache: árbol del fuego, atbot det fuegu, flamboyán, malinche
- Tahitianische Sprache: pakai, puke, ra‘ar marumaru
- Tongaische Sprache: ‘ohai
- Penrhynische Sprache: pātai
- Sprache auf dem Tuamotu-Archipel: faefae
- Tuvaluische Sprache: fuaitansanga, fuatausaga
- Ulithische Sprache: warapig
- Wallisianische Sprache: ‘ohai
- Yapesische Sprache: sakuranirow
- Vietnamesische Sprache: Hoa phượng vĩ